# Osvaldo Luís Cardoso de Melo
Osvaldo Luís Cardoso de Melo (Campos dos Goytacazes, 12 de março de 1897 — Campos dos Goytacazes, 15 de setembro de 1968) foi um político brasileiro. Exerceu o mandato de deputado federal constituinte pelo Rio de Janeiro em 1934.